# Ivan Pantelejmonovič Abramov
Ivan Pantelejmonovič Abramov (rusko Иван Пантелеймонович Абрамов), sovjetski general, * ?, † 26. avgust 1942.

## Življenjepis
Med drugo svetovno vojno je bil sprva načelnik Političnega oddelka 5. armade (1941-42), nato pa je bil član Vojaškega sveta 47. armade.